# Bruno Bošnjak
Bruno Bošnjak, hrvatski je daskaš na snijegu, osvajač prvog hrvatskog odličja na Zimskim paraolimpijskim igrama.
Osvojio je brončano odličje na Zimskim paraolimpijskim igrama 2018. u južnokorejskom Pyeongchangu, prvo u hrvatskoj paraolimpijskoj povijesti. Ujedno je nastupom na Igrama bio i prvi hrvatski predstavnik u daskanju na snijegu u povijesti ZPI-a.
Sa sedam godina preselio se s obitelji u Austriju. Na skijašku dasku (snowboard) prvi put je stao s 11 godina, a dvije godine kasnije počeo se natjecati u utrkama slaloma i veleslaloma. Nastupio je i na dva juniorska i dva seniorska svjetska prvenstva.
Mjesec dana uoči nastupa na Zimskim olimpijskim igrama u Torinu 2006. zdrobio je peti vratni kralježak te ostao paraliziran. Oporavak je trajao godinu dana. Osam godina kasnije, uoči Zimskih olimpijskih igara 2014. u Sočiju slomio je drugi i treći vratni kralježak, zbog čega je drugi put propustio ZOI.
Uz daskanje na snijegu igra i ragbi u kolicima.
Predsjednica Republike Kolinda Grabar-Kitarović odlikovala ga je 2019. Redom Danice hrvatske s likom Franje Bučara.